# Petrell de Henderson
El petrell de Henderson (Pterodroma atrata) és un ocell marí de la família dels procel·làrids (Procellariidae), d'hàbits pelàgics, que cria a l'illa Henderson, del grup de Pitcairn.